# قلب امرأة (مسلسل)
قلب امرأة هو مسلسل دراما مصري من إخراج مجدي أبو عميرة وبطولة إلهام شاهين، ماجد المصري، أحمد خليل، ريم البارودي، سميرة عبد العزيز، منة فضالي وحمدي الوزير.

## نبذه
نوال وهي فتاة جميلة في تتورط ثلاث زيجات حبا في المال، تتزوج في المرة الأولى من رجل ثري لكن تصرفاته مجنونة. ثم تتزوج من تاجر مخدرات يتسبب في دخولها إلى السحن، وأخيرا تتزوج شاب عن حب واقتناع بدون أن تفكر في ثروته فيحبها هذا الشاب ويساعدها على نسيان الماضي.